# لینسیتینیب
لینسیتینیب (انگلیسی: Linsitinib) نوعی ترکیب آزمایشگاهی است که در ابتدا برای درمان انواع مختلفی از سرطان‌ها معرفی شده بود. این دارو مهارکننده گیرنده انسولین و گیرنده فاکتور رشد 1 شبه‌انسولین (IGF-1R) می‌باشد. لینسیتینیب از تکثیر سلول‌های تومور جلوگیری کرده و باعث تحریک آپوپتوز سلول‌های توموری می‌شود. با این حال نتایج کارآزمایی‌های بالینی در رابطه با تاثیر این دارو در درمان میلوم مولتیپل, سرطان تخمدان, سرطان سلول‌های کبد و سرطان ریه غیرسلول کوچک چندان رضایت‌بخش نبوده و بنابراین کارآزمایی‌های بالینی متوقف گردید.